# FK Hranit Mikaschewitschy
Der FK Hranit Mikaschewitschy ist ein belarussischer Fußballklub aus der Kleinstadt Mikaschewitschy. Er spielte in seiner bisherigen Vereinsgeschichte vier Spielzeiten in der Wyschejschaja Liha.

## Geschichte
Der Klub gründete sich 1978 und spielte zunächst im unterklassigen Ligabereich der Belarussischen SSR. Nachdem die Mannschaft nach dem Zusammenbruch der Sowjetunion zunächst im unterklassigen belarussischen Fußball antrat, gelang ihr 1999 der Aufstieg in die zweitklassige Perschaja Liha. Dort etablierte sie sich auf Anhieb in der vorderen Tabellenhälfte. In der Spielzeit 2007 wurde sie hinter Aufsteiger FK Sawit Mahiljou Vizemeister und stieg erstmals in die Wyschejschaja Liha auf. Nach einem zehnten Platz in der Debütsaison verpasste der Klub in der Spielzeit 2009 den Klassenerhalt, anschließend platzierte er sich in der zweithöchsten Spielklasse vornehmlich im vorderen Mittelfeld. In der Spielzeit 2014 gelang als Zweitligameister vor Vorjahresabsteiger FK Slawija-Masyr die Erstligarückkehr, aus der die Mannschaft erneut nach zwei Spielzeiten abstieg. Nach Punktabzügen aufgrund diverser Unregelmäßigkeiten bedeuteten nur vier Saisonsiege in der Spielzeit 2020 gemeinsam mit Schlusslicht Chimik Swetlahorsk den Abstieg in die dritte Liga.